# 中華民國鄉道
中華民國鄉道乃依據中華民國《公路法》第二條規定（聯絡鄉鎮及鄉鎮與村、里原住民部落間之道路）而設置，2018年，全台計2,360條
（含支線），總長度共有7,403.454公里（2018年資料）。由各縣政府負責管轄與養護。原省轄市境內鄉道均於2007年－2010年間解編。

## 標誌
鄉道路線標誌為長方形白底黑邊黑色阿拉伯數字及文字，得視路線編號字數予以加寬；用以區分鄉道及區道之養護權責並與縣道、市道標誌做為區隔。

鄉道標誌（主線）
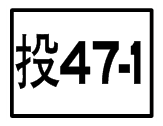
鄉道標誌（支線）
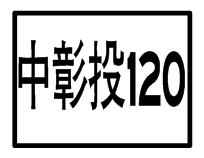
鄉道標誌（跨縣）
鄉道標誌（市養）
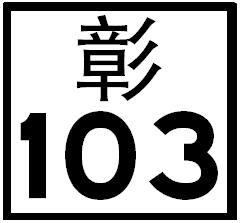
另一型鄉道主線標誌
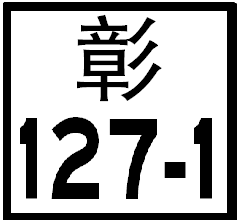
另一型鄉道支線標誌
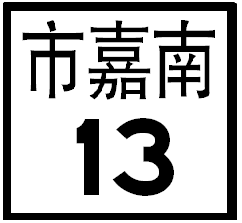
另一型跨縣鄉道標誌
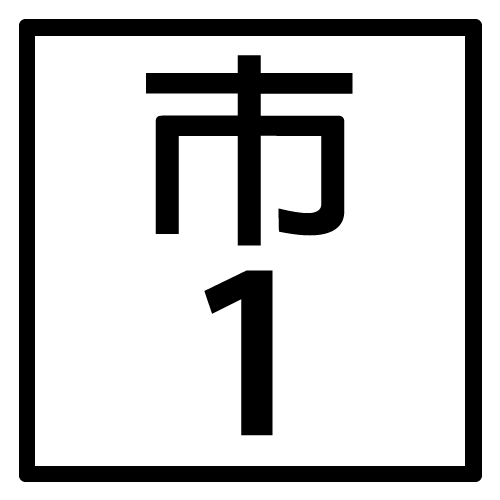
另一型市養鄉道標誌

## 編號

### 前綴
鄉道於數字編號前加上各縣之漢字簡稱，市境內鄉道一律取市為簡稱（今日市境內鄉道已全數解編），跨縣鄉道則取經過的縣市簡稱依序排列，如：南高155線、桃北2線、中彰投120線、苗市竹4線等（今日跨縣鄉道均已拆分改編為編號不同的鄉道，里程牌上仍以跨縣鄉道編號標示者甚少）。

### 主線
為便於公路主管機關管理及用路人辨識，中華民國各級道路依其聯絡方向不同分為奇數及偶數，通常北南向及東北、西南向道路使用奇數編號；東西向及西北、東南向使用偶數編號。而每條公路的里程數亦依此方式自起點至終點標示里程。

### 支線
將該鄉道支線起點所連接之鄉道編號置於前，後以「-」符號連接依阿拉伯數字排序的支線編號，如：苗2-1線、雲1-3線等。

## 歷史
臺灣的鄉道體系可追溯至1961年進行的第一次公路普查，該次普查結果於1966年8月1日起在《省府公報》中詳列了各縣市鄉道公路里程表，係目前最早的一份鄉道文獻，此即為臺灣第一代的鄉道系統（1976年曾有過一次大調整，但仍維持相似的體系）。直至約1983年左右陸續將各縣市內鄉道系統重新整理、編號，與重整前系統相較，才有明顯差別。但今日各縣市對待鄉道的態度不同，有的積極於養護、掛里程牌，亦有錯置里程牌甚至完全不掛牌者，且整編後都市化地區未因應不斷修建的新路改編鄉道，導致臺灣鄉道系統變得有名無實。
2007年11月2日新竹市境內鄉道解編、2010年3月10日其餘四市所轄鄉道解編，故今日已無任何編號中冠有「市」字之鄉道。
公路法修訂後，直轄市已著手將市內鄉道解編，並改制為區道；臺南縣鄉道於2013年11月5日率先公告改制臺南市區道，而後高雄縣鄉道於2014年10月1日公告改制高雄市區道，臺北縣鄉道於2015年9月7日公告改制新北市區道，桃園縣鄉道於2017年7月28日公告改制桃園市區道；唯一僅剩臺中市境內的臺中縣鄉道尚未公告。

## 鄉道公路系統
台灣本島各縣及離島澎湖縣均有鄉道編制，金門縣與連江縣為無編號自立系統。各鄉道之起終點及里程等基本資訊依縣市別列於各縣市鄉道列表中，總述頁則描述該縣市內的鄉道路網分佈情形及養護概況。